# Faculdade Católica do Rio Grande do Norte
O Centro Universitário Católica do Rio Grande do Norte, mais conhecido como UniCatólica do RN é uma instituição privada de ensino superior mantida pela Associação Santa Teresinha de Mossoró, localizada na cidade brasileira de Mossoró, no Estado do Rio Grande do Norte.  

## Histórico
A Associação Santa Teresinha, por força dos seus Estatutos, desenvolve atividades educacionais nos diferentes tipos e níveis de ensino. Atua no Estado do Rio Grande do Norte, na cidade de Mossoró e região, onde mantém sua sede e matriz. 
No ano de 2002, a sua Direção após ouvir aos anseios da comunidade e vislumbrando as demandas sociais, decidiu criar uma Instituição de Ensino Superior, a qual recebe o nome de Faculdade Diocesana de Mossoró – FDM, oferecendo inicialmente cursos voltados para a formação humana e social. A FDM obteve Autorização para funcionamento em 25 de junho de 2009, através da Portaria MEC nº 839.
Diante desse contexto, a instituição se insere entre os estabelecimentos de ensino superior regidos pela legislação educacional vigente no Brasil, e iniciou sua trajetória assumindo-se como lugar onde o ensino, a pesquisa e a extensão coabitam em um processo vivo de mútuas influências.
A UniCatólica do Rio Grande do Norte busca contribuir com a promoção do bem comum, pelo desenvolvimento das ciências, das letras e das artes, pela difusão e preservação da cultura e pelo domínio e cultivo do saber humano em suas diversas áreas.
Para que isto aconteça, deseja:
a) formar profissionais em diferentes áreas do conhecimento humano, contribuindo para a sua educação contínua;
b) estimular, no processo de formação profissional, o desenvolvimento de uma postura ética, empreendedora e crítica;
c) primar por uma permanente atualização do projeto pedagógico de seus cursos em consonância com a dinâmica das exigências e necessidades do mercado de trabalho; 
d) estimular a realização da pesquisa científica, visando ao desenvolvimento da ciência e da tecnologia e à solução de problemas sociais, econômicos e educacionais; 
e) estabelecer uma interação com a comunidade, pelo exercício das funções básicas de ensino, pesquisa e extensão; 
f) promover e preservar manifestações artístico-culturais e técnico-científicas;
g) difundir resultados da pesquisa e da criação cultural; 
h) estimular e possibilitar o acesso permanente às novas tecnologias da informação para todos os segmentos da comunidade acadêmica; 
i) contribuir para o desenvolvimento sustentável dos municípios do Rio Grande do Norte.
Estes parâmetros e norteadores de ações servirão para avaliar resultados e desempenhos, assegurar unanimidade de propósitos, proporcionar uma base para alocação de recursos, estabelecer o clima organizacional, servir como ponto focal para os indivíduos se identificarem com os propósitos da organização e para deter aqueles que com estes não se coadunam. 

Ciente de sua missão, empenhada na concretização da visão a que se propõe e ancorada nos valores e objetivos que a fundamentam, a UniCatólica do Rio Grande do Norte procura cumprir seu compromisso com o aluno, e sobretudo, com a sociedade a qual se acha inserida.